# Посейдон (підводний апарат)

Можливий носій ядерної торпеди — АПЛ «Бєлгород» має довжину 154 метра і діаметр понад 18 метрів.

Посейдон (раніше відомий як Статус-6; кодове позначення НАТО: Kanyon) — російський безпілотний підводний апарат з практично необмеженим запасом ходу, створений для стеження за пересуванням військово-морських сил США та інших країн, що представляють небезпеку для Росії. Також є носієм атомної бомби потужністю щонайменше 100 мегатонн[джерело?]. Здатен тривалий час знаходитись біля берегів ймовірного супротивника, в першу чергу — США. Максимальна глибина занурення становить не менше 1 км, а діаметр апарату близько 1,8 м. За різними даними максимальна швидкість може сягати 100-200 км/год[джерело?].
Окремі фахівці вважають, що «Статус-6» є розвитком проекту ядерної торпеди Т-15.
Основним чинником ураження нової «цар-торпеди» є не створення цунамі як у Т-15, а масивне ядерне забруднення узбережжя з метою неможливості ведення там господарської діяльності та проживання. Торпеда імовірно обладнана малогабаритним атомним реактором, що забезпечує швидкість ходу торпеди в 103-185 км/год. Глибина занурення і швидкість ходу «Статус-6» перевершує можливості протичовнових торпед США як «Марк 54»[джерело?].
Проект ядерної торпеди «Статус-6» був «випадково» продемонстрований Росією 11 листопада 2015 року.
Як носії «цар-торпеди» будуть переобладнані АПЛ 09852 «Бєлгород» і 09851 «Хабаровськ» Але можливі й інші способи його активації.

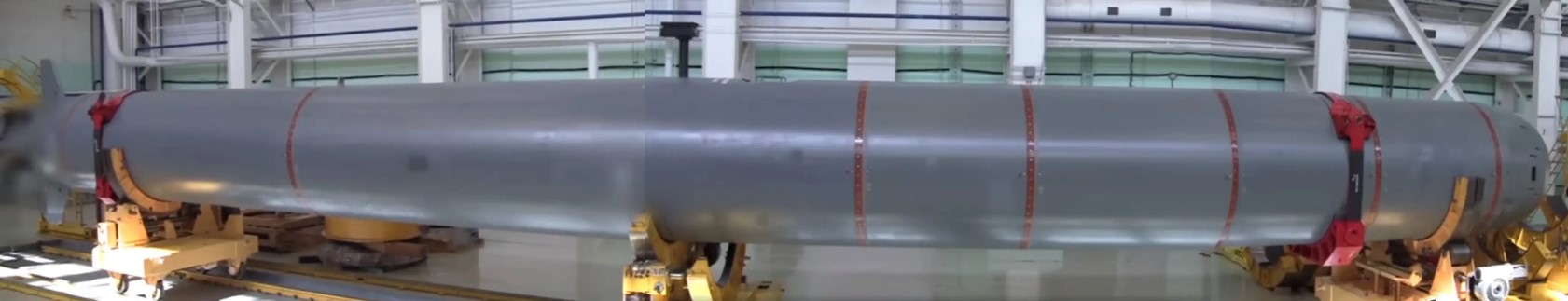
Опубліковане міноборони РФ зображення дрону
приблизна схема реактора підводного агрегату "Статус 6"

Судячи з того, що демонстрація «Статус-6» була проведена під час засідання МО РФ присвяченому ПРО США, то дана зброя розглядається як асиметрична відповідь на ПРО США.
19 липня 2018 року міністерство оборони РФ поширило відео статичного випробування комплексу «Посейдон» в цеху. За повідомленнями ЗМІ максимальна дальність ураження цілі становитиме до 10000 км, торпеда занурюватиметься на глибину до 1 км, а крейсерська швидкість становитиме 185 км/год.

## Відомі характеристики
| Параметр              | Значення | Додатково |
| --------------------- | --- | --- |
| Довжина               | Не більше 20 м | Спеціальна субмарина К-329 була модифікована під плавбазу для цих апаратів. Додаткові відсіки для них не дозволяють поміститися більш великому апарату. |
| Діаметр               | 1,8 м | Цього достатньо для того, щоб помістити реактор з рідкометалічним теплоносієм |
| Маса                  | до 100 тонн | Повна маса з баластними водами |
| Корпус                | Корпус з титанового сплаву, покритий шумоізолюючою гумовою оболонкою.                                                                        | СРСР, і, надалі, Російська Федерація, це єдина країна, яка володіє технологіями виробництва титанових субмарин. |
| Реактор               | Реактор з рідкометалічним теплоносієм потужністю не менше 15 мегават                                                                         | За всіма підрахунками саме стільки потрібно для досягнення заданої швидкості під водою. |
| Трансмісія            | Турбогенераторна установка і електромотор.                                                                                                   | Електротрансмісія дозволяє відключати реактор і мінімізувати гучність, особливо якщо апарат повільно рухається або лягає на дно. |
| Дальність             | Дальність дії обмежена тільки розміром Світового океану. Автономність плавання обмежена тільки терміном служби механізмів і ядерного палива. | У звичайних атомних субмаринах автономність плавання обмежена харчовими запасами для екіпажу. |
| Боєзаряд              | За різними джерелами ядерна боєголовка від 2-х до 100 мегатонн у тротиловому еквіваленті.                                                    | Оскільки на відміну від балістичної ракети, націленої на конкретну мету з космосу, підводний апарат на таку точність ураження не здатний. Тому термоядерна боєголовка збільшеної потужності необхідна для максимального радіусу ураження в тому числі і на десятки кілометрів від узбережжя. Так само для прикладу потужність "ЦАР-бомби" всього 70 мегатонн в тротиловому еквіваленті. |
| Глибина занурення     | Не менше 1 км, але різні джерела стверджують, що глибше.                                                                                     | На глибині від 1 км і більше апарат недоступний ніяким засобам ураження противника. |
| Швидкість руху:       | Близько 100 вузлів або 185 км/год | Для досягнення максимальної швидкості потрібна демаскуюча суперкавітація |
| Управління            | Управління відбувається через супутникові сигнали, також за допомогою штучного інтелекту.                                                    | Радіозв'язок під водою працює вкрай погано, крім того будь-який радіосигнал може виявити субмарину. Штучний інтелект вирішує цю проблему, дозволяючи вивчати океанське дно і відстежувати авіаносно-ударні групи США та інших країн, для їх раптового знищення. |
| Базово-пусковий носій | Атомні підводні човни Білгород, Хабаровськ і Ульяновськ                                                                                      | Субмарина К-329 Бєлгород спочатку призначалася для заміни загиблої субмарини "Курськ", але була модифікована за проектом 09852, ставши плавбазою для підводних безпілотників. Вона повинна не тільки вивантажувати їх в океан, але і забирати їх звідти для профілактичного обслуговування. Нові субмарини "Хабаровськ" і "Ульяновськ" так само стануть плавбазами для них.             |